# Villanueva de Algaidas
Villanueva de Algaidas és un poble de la província de Màlaga (Andalusia), que pertany a la comarca de la Comarca Nororiental de Málaga.

## Història
Villanueva de Algaidas té el seu origen en la fundació del Convent de Nostra Senyora de la Consolació de les Algaidas, autoritzada en 1566 per Pedro Téllez Girón, primer Duc d'Osuna, en favor de la Congregació dels Pares Recoletos de Sant Francesc d'Assís. Al voltant del convent sorgirien petits nuclis de població (Talaia, Zamarra, Albaicín, Parrilla, Rincona i Barranco del Agua) que van donar lloc al municipi de Villanueva de Algaidas al segregar-se aquests nuclis del municipi d'Archidona el 26 d'agost de 1843.
No obstant això, existeixen vestigis d'assentaments en la zona molt més antics. La necròpoli de l'Alcaide, situada en els límits de la província d'Antequera a uns 3 km de la localitat, data del període calcolític i constituïx un conjunt de tombes excavades a la roca de 3500 anys d'antiguitat. A través de les restes de "Tegulae", ceràmica romana trobada en el paratge de la Villeta, es constata també la presència d'un assentament romà. Al costat del Convent trobem una de les restes més interessants de la població. Es tracta d'un conjunt mossàrab compost per tres dependències excavades en la roca, destinades a usos religiosos i ocupades pels ermitans i anacoretes citats en les Cròniques Franciscanes que adonen de la fundació del Convent. El conjunt data del s. IX o X segons la majoria dels historiadors. Als voltants d'aquestes construccions es troba el Pont del Rierol del Bebedero, que presumiblement connectava els nuclis de la Talaia i la Rincona, aquest pont data de l'època baixmigeval i va ser construït pels mateixos ermitans.

## Migració olotina
La gran majoria de les persones empadronades a Olot el 1975 i que havien nascut a Andalusia eren de la província de Màlaga (55%), especialment dels municipis Villanueva de Algaidas (551), Alameda (243) i Antequera (161).

## Personatges il·lustres
- Miguel Ortiz Berrocal, escultor (1933 - 2006)